# Michael Mando

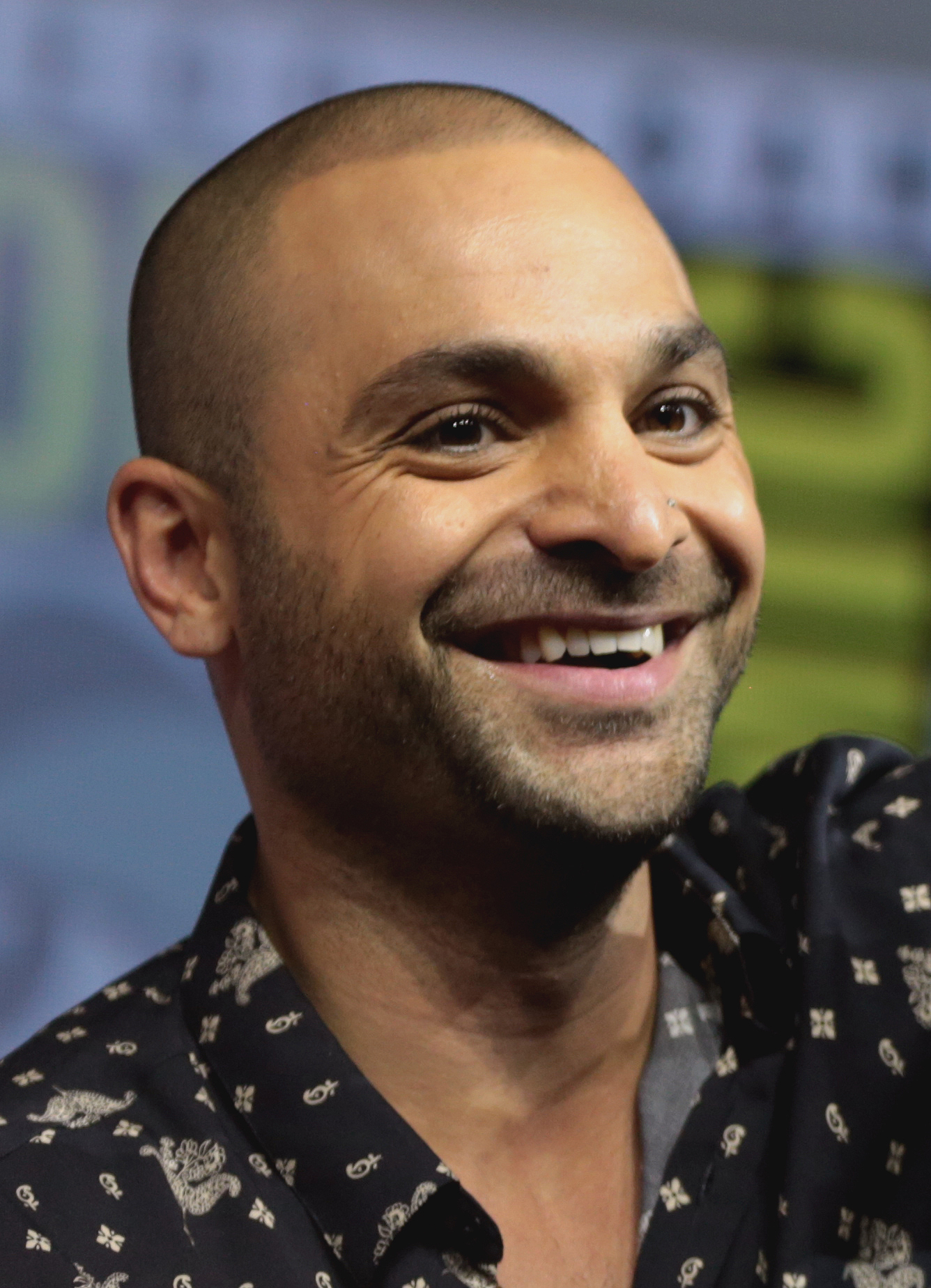
Michael Mando auf der Comic-Con International 2018

Michael Mando (* 13. Juli 1981 in Québec) ist ein kanadischer Schauspieler.

## Leben und Karriere
Michael Mando verbrachte seine Kindheit und Jugend auf vier verschiedenen Kontinenten in zehn unterschiedlichen Städten. Nachdem er ein Stipendium an der Universität Montreal erhalten hatte, war er von 2004 bis 2007 Mitglied des The Dome Theatre.
Sein Schauspieldebüt gab Michael Mando 2009 in einer Folge der Serie Flashpoint – Das Spezialkommando. Nach Gastauftritten in The Border und in der kanadischen Version von The Bridge hatte er 2010 im Film Territories – Willkommen in den Vereinigten Staaten von Amerika eine Rolle inne. Nach dem Film folgten Auftritte in den kanadischen Serien Lost Girl und King. 2012 verkörperte er in einer Hauptrolle den Jalii Adel Kahlid  in Les Bleus de Ramville. Im selben Jahr trat er noch in Psych und The Killing auf. Von März bis Juni 2013 war er als Vic an der Seite von Tatiana Maslany, Jordan Gavaris und Dylan Bruce in der mehrfach ausgezeichneten Serie Orphan Black zu sehen. Diese Rolle brachte ihm eine Nominierung für einen Canadian Screen Award ein. Ebenfalls 2013 hatte er eine Hauptrolle im Film The Colony – Hell Freezes Over inne.
Einem breiteren Publikum wurde er 2012 zudem durch das Computerspiel Far Cry 3 bekannt, in dem er Vaas Montenegro sprach und darstellte, den Antagonisten des Spiels. Mando entwickelte die Figur zusammen mit Spieleentwicklern von Ubisoft maßgeblich mit. Außerdem wurde er durch sein Bild auf dem Einband zum „Gesicht“ des Spieles bekannter. Von 2015 bis 2022 spielte er als Nacho eine der Hauptrollen in Better Call Saul, dem Spin-off der Erfolgsserie Breaking Bad.
Michael Mando spricht neben Französisch noch Englisch und Spanisch.

## Filmografie (Auswahl)

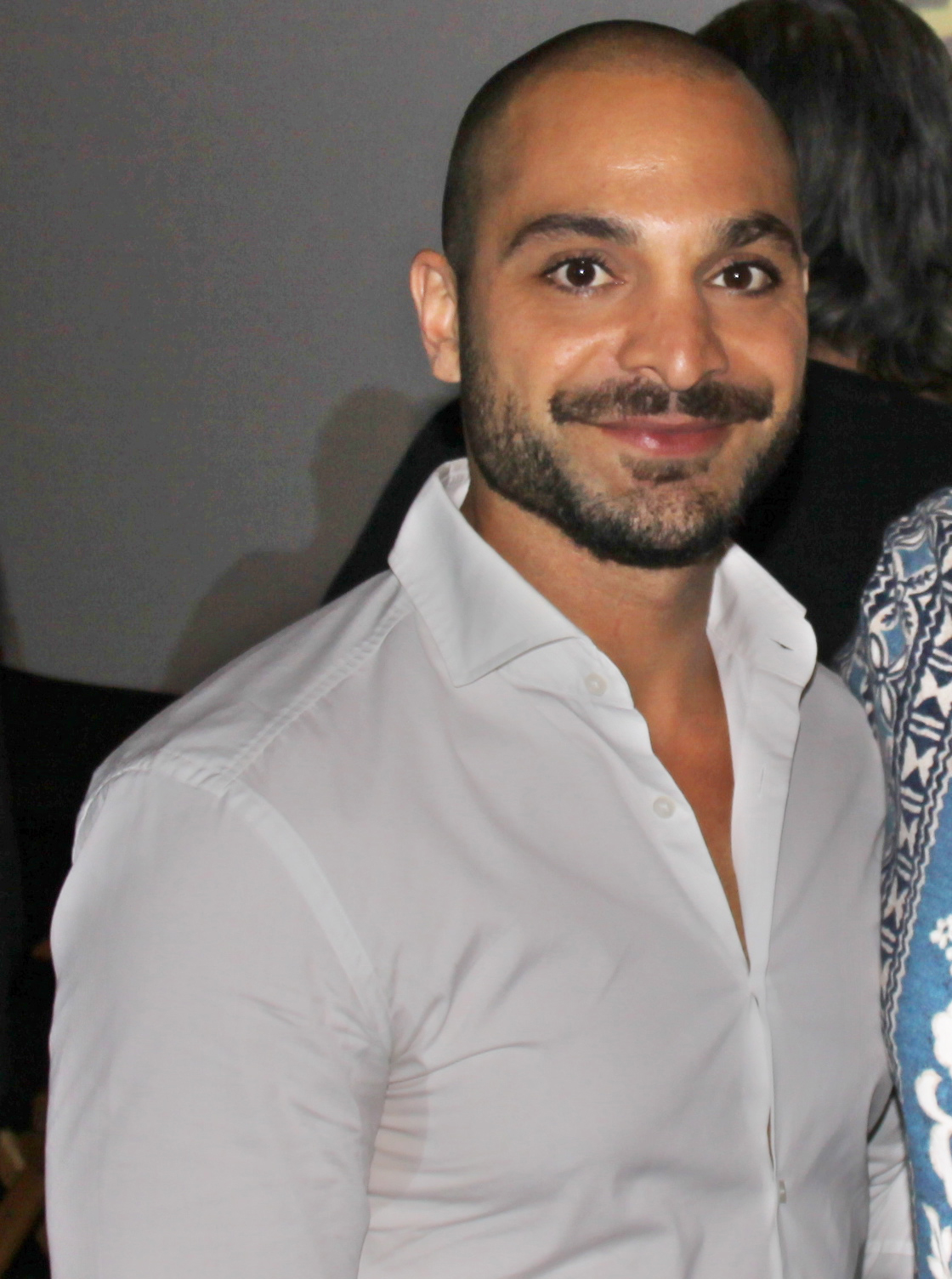
Michael Mando, 2015

- 2009: Flashpoint – Das Spezialkommando (Flashpoint, Fernsehserie, Folge 2x01)
- 2010: The Border (Fernsehserie, Folge 3x12)
- 2010: The Bridge (Fernsehserie, Folge 1x12)
- 2010: Territories – Willkommen in den Vereinigten Staaten von Amerika  (Territories)
- 2010: Lost Girl (Fernsehserie, Folge 1x12)
- 2011: King (Fernsehserie, Folge 1x02)
- 2012: Les Bleus de Ramville (Fernsehserie, 8 Folgen)
- 2012: Psych (Fernsehserie, Folge 6x13)
- 2012: The Killing (Fernsehserie, Folge 2x08)
- 2012: The Good Lie
- 2012: The Far Cry Experience (Miniserie, 5 Folgen)
- 2013: The Colony – Hell Freezes Over (The Colony)
- 2013: The Listener – Hellhörig (The Listener, Fernsehserie, Folge 4x05)
- 2013: Rookie Blue (Fernsehserie, Folge 4x04)
- 2013: Covert Affairs (Fernsehserie, Folge 4x03)
- 2013: Elysium
- 2013–2014: Orphan Black (Fernsehserie, 13 Folgen)
- 2014: La Marraine (Miniserie, 5 Folgen)
- 2015–2022: Better Call Saul (Fernsehserie, 33 Folgen)
- 2017: Spider-Man: Homecoming
- 2018: The Hummingbird Project

## Auszeichnungen und Nominierungen
Canadian Screen Award
- 2014: Nominiert als Bester Nebendarsteller in einer Dramaserie